# Contea di Coal
La contea di Coal (in inglese Coal County) è una contea dello Stato dell'Oklahoma, negli Stati Uniti. La popolazione al censimento del 2000 era di 6 031 abitanti. Il capoluogo di contea è Coalgate.